# Шотландский гамбит
Шотла́ндский гамби́т — дебют, начинающийся ходами: 
 1. e2-e4 e7-e5 
 2. Kg1-f3 Kb8-c6 
 3. d2-d4 e5:d4 
 4. Cf1-c4. 
Относится к открытым началам.

## История
Этот дебют был известен ещё в XIX веке. Жертвой пешки белые стремятся к немедленному захвату инициативы. Гамбит ведёт к острой фигурной игре, в которой важную роль играют быстрое развитие и точный расчёт вариантов. Иногда к «шотландскому гамбиту» относят и «гамбит Гёринга».

## Основные варианты
- 4…Kf6 — см. Защита двух коней.
- 4…Cc5 5. c3.
  -  5…Kf6 — см. Итальянская партия.
  - 5…dc 6. Cxf7+ Kp:f7 7. Фd5+ Kpf8 8. Фxc5+ Фe7
  - 5…d3.